# Bord Līdān
Bord Līdān (persiska: Gerd Līdān, برد لیدان) är en ort i Iran.   Den ligger i provinsen Khuzestan, i den centrala delen av landet, 500 km söder om huvudstaden Teheran. Bord Līdān ligger 983 meter över havet och antalet invånare är 122.
Terrängen runt Bord Līdān är varierad.Runt Bord Līdān är det ganska glesbefolkat, med 38 invånare per kvadratkilometer. Närmaste större samhälle är Dehdez, 14,0 km norr om Bord Līdān. Omgivningarna runt Bord Līdān är i huvudsak ett öppet busklandskap.